# Jørgen Hval
Jørgen Hval (8 febbraio 1911 – 24 settembre 1992) è stato un calciatore norvegese, di ruolo attaccante.

## Carriera

### Club
Hval giocò con la maglia del Mjøndalen.

### Nazionale
Conta 6 presenze per la Norvegia. Esordì il 5 novembre 1933, quando fu schierato in campo nella sfida pareggiata per 2-2 contro la Germania.

## Palmarès

### Club

#### Competizioni nazionali
- Coppa di Norvegia: 3

Mjøndalen: 1933, 1934, 1937